# Alto Santo Esporte Clube
O Alto Santo Esporte Clube é um clube de futebol profissional da cidade de Alto Santo, no estado do Ceará. Foi fundado em 16 de Abril de 2007 e suas cores são o amarelo e o azul.

## Desempenho em competições

### Campeonato Cearense - 3ª divisão
| Ano  | Posição |
| 2007 | 5º      |
| 2008 | 7º      |
| 2015 | Campeão |

### Campeonato Cearense - 2ª Divisão
| Ano  | Posição |
| 2016 | Campeão |

### Copa Fares Lopes
- 2015: 4º [3]
- 2016: 5º [4]

## Títulos
| ESTADUAIS | ESTADUAIS                     | ESTADUAIS | ESTADUAIS  |
|           | Competição                    | Títulos   | Temporadas |
| --------- | ----------------------------- | --------- | ---------- |
|           | Campeonato Cearense - Série B | 1         | 2016       |
|           | Campeonato Cearense - Série C | 1         | 2015       |